# Oleg Logvin
Oleg Nikolaevič Logvin (in russo Олег Николаевич Логвин?; Minsk, 23 maggio 1959) è un ex ciclista su strada russo, fino al 1991 sovietico.

## Palmarès

### Olimpiadi
- 1 medaglia:
  - 1 oro (Mosca 1980 nella corsa a cronometro a squadre)

### Mondiali
- 2 medaglie:
  - 1 argento (Praga 1981 nella corsa a cronometro a squadre)
  - 1 bronzo (Goodwood 1982 nella corsa a cronometro a squadre)